# Finale della Coppa delle nazioni africane 2019
La finale della Coppa delle nazioni africane 2019 si disputò il 19 luglio 2019 allo Stadio internazionale de Il Cairo tra le nazionali di Senegal e Algeria. A vincere fu la seconda, che prevalse 1-0 e ottenne il suo secondo trofeo nella storia della massima competizione tra nazionali maschili africane.

## Le squadre
| Squadra | Finali (o spareggi) disputate in precedenza (il grassetto indica la vittoria) |
| ------- | ----------------------------------------------------------------------------- |
| Senegal | 1 (2002)                                                                      |
| Algeria | 2 (1980, 1990)                                                                |

## Cammino verso la finale
Entrambe le nazionali vennero inserite nel Gruppo C, insieme a Kenya e Tanzania, ed erano favorite per il passaggio del turno. L'intero girone si sarebbe svolto al Cairo, la capitale dell'Egitto.
Il 23 giugno si giocò la prima giornata, dove il Senegal vinse 2-0 contro la Tanzania: al 28° Keita Baldé segnò il gol del vantaggio, mentre nella ripresa il suo connazionale Krépin Diatta raddoppiò al 64. Poco dopo, l'Algeria vinse per il medesimo risultato contro il Kenya: entrambi i gol avvennero nel primo tempo, e furono un rigore di Baghdad Bounedjah al 34° e una rete di Riyad Mahrez al 43°. Il 27 giugno arrivò poi la sfida diretta tra Senegal e Algeria, che finì 0-1 per i nordafricani: a segnare fu Youcef Belaïli al 49°. Le Volpi del deserto dovettero quindi vincere per sperare di qualificarsi, e il 1º luglio affrontarono il Kenya, che aveva sconfitto 3-2 la Tanzania eliminandola così dalla competizione. Dopo un primo tempo privo di reti, Ismaïla Sarr segnò il gol del vantaggio senegalese al 63°; seguì otto minuti dopo la doppietta di Sadio Mané, che fissò il risultato sul 3-0 che eliminò anche il Kenya. Nello stesso giorno, poco dopo, i Leoni della Teranga distrussero anche la Tanzania con il medesimo 3-0 con gol di Islam Slimani e doppietta di Adam Ounas. L'Algeria si qualificò così a punteggio pieno, seguita dal Senegal con 6 punti.
Agli ottavi, il Senegal affrontò l'Uganda, seconda nel Gruppo A, e riuscì a passare il turno grazie al gol di Mané al 15°, mentre l'Algeria si districò abilmente contro la Guinea. Ai quarti, il nuovo avversario senegalese fu il Benin, che fu sconfitto soltanto con un gol di Idrissa Gueye al 69°. Ad affrontare l'Algeria fu invece la Costa d'Avorio, che si rivelò un'avversaria davvero ostica: al 23°, gli algerini passarono in vantaggio con Sofiane Feghouli, ma la partita tornò in parità al 62° con l'ivoriano Jonathan Kodjia; la conseguente parità nei regolamentari, situazione che si mantenne anche nei supplementari, portò la partita ai rigori. Segnarono Bensebaini, Kessié, Slimani, Cornet e Delort, ma Doukha parò il rigore di Bony e Ounas portò l'Algeria in vantaggio, seguito da Gradel che portò la lotteria sul 3-4. Belaïli colpì il palo durante il suo rigore, ma altrettanto fece anche Die, che eliminò gli ivoriani e portò gli algerini in semifinale.
Nelle penultime due partite, il Senegal affrontò la Tunisia, seconda del Gruppo B che agli ottavi e ai quarti aveva poi sconfitto il Ghana ai rigori e l'esordiente Madagascar (primo del Gruppo B e vincitore della RD del Congo ai rigori negli ottavi). La partita contro i Campioni d'Africa del 2004 si fece assai combattuta, e i tempi regolamentari finirono a reti bianche, con i tunisini che condussero la prima parte della partita e addirittura sfiorarono il vantaggio con un rigore di Ferjani Sassi, che però mancò lo specchio della porta, mentre il Senegal tentò il tutto per tutto con varie occasioni, tra cui il rigore mancato di Henri Saivet: fu solo con un autogol del tunisino Dylan Bronn al 101° che i senegalesi poterono accedere alla loro seconda finale nella storia, dopo quella del 2002. L'Algeria dovette invece vedersela con la Nigeria (tre volte vincitrice della Coppa d'Africa, e che in questa edizione era finita seconda nel Gruppo B dietro al sorprendente Madagascar): le marcature si aprirono con uno sfortunato autogol di William Troost-Ekong al 40° che portò i Guerrieri del deserto in vantaggio; alla ripresa, il rigore trasformato da Odion Ighalo riscattò le Super Aquile nigeriane e portò in parità la partita, che poté finire solo con un gol su punizione dell'algerino Mahrez al quinto minuto di recupero. Per l'Algeria fu quindi la terza finale dopo quelle del 1980 e 1990.
Questa fu la prima volta in cui le due nazionali si affrontarono tra loro in finale, dato che in precedenza si erano combattute tre volte nella fase a gruppi e una volta nelle semifinali; in totale l'Algeria aveva ottenuto tre vittorie, un pareggio e zero sconfitte contro il Senegal.

### Tabella riassuntiva del percorso
| Squadra  | Pt | G |
| -------- | -- | - |
| Algeria  | 9  | 3 |
| Senegal  | 6  | 3 |
| Kenya    | 3  | 3 |
| Tanzania | 0  | 3 |

| Squadra  | Pt | G |
| -------- | -- | - |
| Algeria  | 9  | 3 |
| Senegal  | 6  | 3 |
| Kenya    | 3  | 3 |
| Tanzania | 0  | 3 |

## Descrizione della partita
L'unico gol della partita fu quello fulmineo dell'Algeria al 2º minuto: Baghdad Bounedjah entrò dalla sinistra e tirò col destro da appena fuori l'area di rigore; la palla fu pesantemente deviata dal difensore Salif Sané e scavalcò il portiere Diallo, insaccandosi nell'angolo destro della rete.

## Tabellino
| Arbitro: | Alioum |

|  |           |              |
|  | Marcatori | 2’ Bounedjah |

| Senegal | Algeria |

| P             | 23 | Alfred Gomis     |     |     |
| D             | 21 | Lamine Gassama   | 80’ |     |
| D             | 12 | Youssouf Sabaly  |     |     |
| D             | 6  | Salif Sané       |     |     |
| D             | 8  | Cheikhou Kouyaté |     |     |
| C             | 5  | Idrissa Gueye    | 79’ |     |
| C             | 17 | Badou Ndiaye     |     | 59’ |
| C             | 14 | Henri Saivet     |     | 75’ |
| C             | 18 | Ismaïla Sarr     |     |     |
| C             | 10 | Sadio Mané       |     |     |
| A             | 9  | M'Baye Niang     |     | 85’ |
| Sostituzioni: |    |                  |     |     |
| C             | 15 | Krépin Diatta    |     | 59’ |
| A             | 19 | Mbaye Diagne     |     | 75’ |
| A             | 11 | Keita Baldé      |     | 85’ |
| Allenatore:   |    |                  |     |     |
| Aliou Cissé   |    |                  |     |     |

| P              | 23 | Raïs M'Bolhi      |       |     |
| D              | 18 | Mehdi Zeffane     |       |     |
| D              | 21 | Ramy Bensebaini   | 33’   |     |
| D              | 4  | Djamel Benlamri   |       |     |
| D              | 2  | Aïssa Mandi       | 90+2’ |     |
| C              | 7  | Riyad Mahrez      |       |     |
| C              | 10 | Sofiane Feghouli  |       | 85’ |
| C              | 22 | Ismaël Bennacer   |       |     |
| C              | 17 | Adlène Guedioura  | 90+4’ |     |
| A              | 8  | Youcef Belaïli    | 54’   | 84’ |
| A              | 9  | Baghdad Bounedjah |       | 89’ |
| Sostituzioni:  |    |                   |       |     |
| C              | 11 | Yacine Brahimi    |       | 84’ |
| D              | 3  | Mehdi Tahrat      |       | 85’ |
| A              | 13 | Islam Slimani     |       | 89’ |
| Allenatore:    |    |                   |       |     |
| Djamel Belmadi |    |                   |       |     |

| Uomo partita: - Raïs M'Bolhi Assistenti arbitrali - Evarist Menkouande - Nguegoue Elvis Guy Noupue Quarto uomo - Eric Otogo-Castane Assistente di riserva - Waleed Ahmed Ali Video Assistant Referee - Benoît Millot Assistenti VAR - Bakary Gassama - Zakhele Thusi Siwela |